# Kamm-Haarschwanz
Der Kamm-Haarschwanz (Tentoriceps cristatus) ist ein Knochenfisch aus der Familie der Haarschwänze (Trichiuridae) in der Ordnung Scombriformes innerhalb der Stachelflosser, und zwar in der Unterfamilie Trichiurinae, bei denen keine Schwanzflosse vorhanden ist. Das Körperende ist nicht völlig fadenförmig, sondern etwas (wurmähnlich) verdickt (Teile des Schwanzflossen-Skeletts sind noch vorhanden). Welchen Zweck diese Bau-Eigenheit hat, ist unbekannt. Vermutlich kann Tentoriceps mit der Rückenflosse amiiform schwimmen (s. Flossen), um sich an Beute „anzuschleichen“.

## Beschreibung
Der völlig bandförmige Fisch von hell-silberner Färbung wird kaum 1 m lang, 5–6 cm hoch und kaum 1 cm breit. Die einzige deutlich sichtbare Flosse ist die Rückenflosse (D) mit 130–150 Strahlen, deren erste fünf als „Hartstrahlen“ gelten, obwohl sie sich von den übrigen wenig unterscheiden. Der vordere Teil dieser D steigt langsam (bis etwa zum 12. Strahl) an. Der durch die D gebildete „Kamm“ setzt sich auf den Schädel bis zur Schnauze fort (Name: tentor „Dehner, Spanner“, -ceps „-kopf“, crista „(Hahnen)kamm“). Eine Afterflosse (A) ist mit zwei und 47–50 Strahlen vorhanden, aber ganz niedrig (aus der Haut kaum herausragend). Beide Flossen enden an dem etwas verdickten Achsen-Hinterende, das sie also nicht umfassen. Die kleinen Brustflossen (P 11) sind recht breit, aber kurz und an der Wurzel von den häutig verlängerten Kiemendeckeln bedeckt. Von den Bauchflossen (V) sind nur Reste in Form zweier länglicher Schuppen (ventral auf Höhe ca. des 10. D-Strahls) vorhanden. Die Seitenlinie verläuft etwas ventral verschoben. Die Nahrung stellen kleine Fische, Schwimmkrebse und Tintenfische dar, und dem ist auch das Gebiss angepasst: vorne im Oberkiefer eine Gruppe von Fangzähnen, im Unterkiefer auch einige, sonst je eine Reihe kleiner spitzer. Besonders der Unterkiefer hat vorne einen bindegewebigen Fortsatz (Tastsinn?). Die Augen sind ziemlich groß (wohl auch nachtaktiv). 152–164 Wirbel (davon 45 bis 48 im Rumpf); (meist) 12 Pylorusschläuche.

## Vorkommen
Der von Klunzinger (Kosseir) im Roten Meer entdeckte, als „Trichiurus cristatus“ beschriebene Fisch ist mittlerweile aus dem gesamten Indischen Ozean zwischen Madagaskar, Westaustralien und der Südinsel Japans bekannt, bis zur Ostküste Australiens und Neuguineas. Von Ichthyologen wurde er allerdings kaum wiedergefunden, so dass er lange als „verschollen“ galt – bis T. Senta 1975 eine Wiederbeschreibung gab. Whitley errichtete die (monotypische) Gattung Tentoriceps (1948) ohne Untersuchung. Es zeigte sich, dass dieser Fisch besonders im indoaustralischen Bereich (mit anderen Trichiuriden) öfters in Schleppnetzfängen vorkommt und z. B. auf den Philippinen, getrocknet oder eingesalzen, auch auf den Markt gelangt. Seine Färbung verblasst dabei bald zu einem fleckigen Grau.- Er lebt bathy- bis epipelagisch bis in ca. 110 m Tiefe. Es fiel auf, dass er in Meeresteilen mit geringerer Salinität als 3,5 % nicht vorkommt.

## Weblink
- Kamm-Haarschwanz auf Fishbase.org (englisch)